# Teiche Salomos

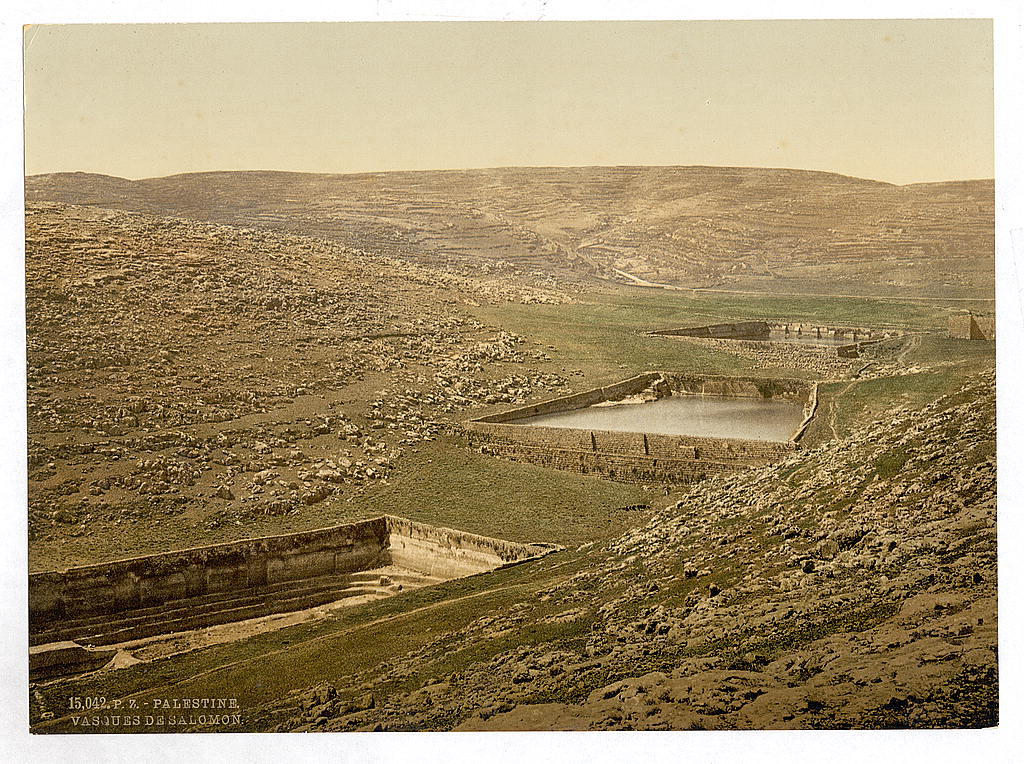
Die Teiche Salomos zwischen 1890 und 1905

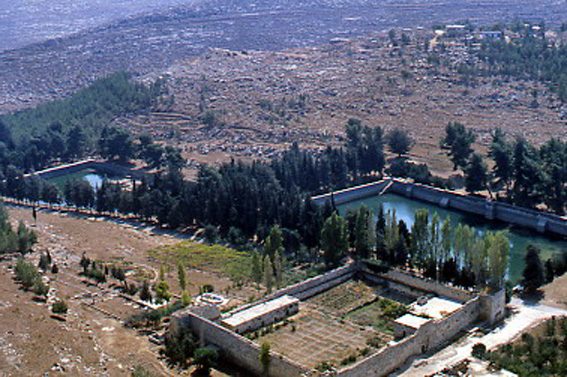
1981

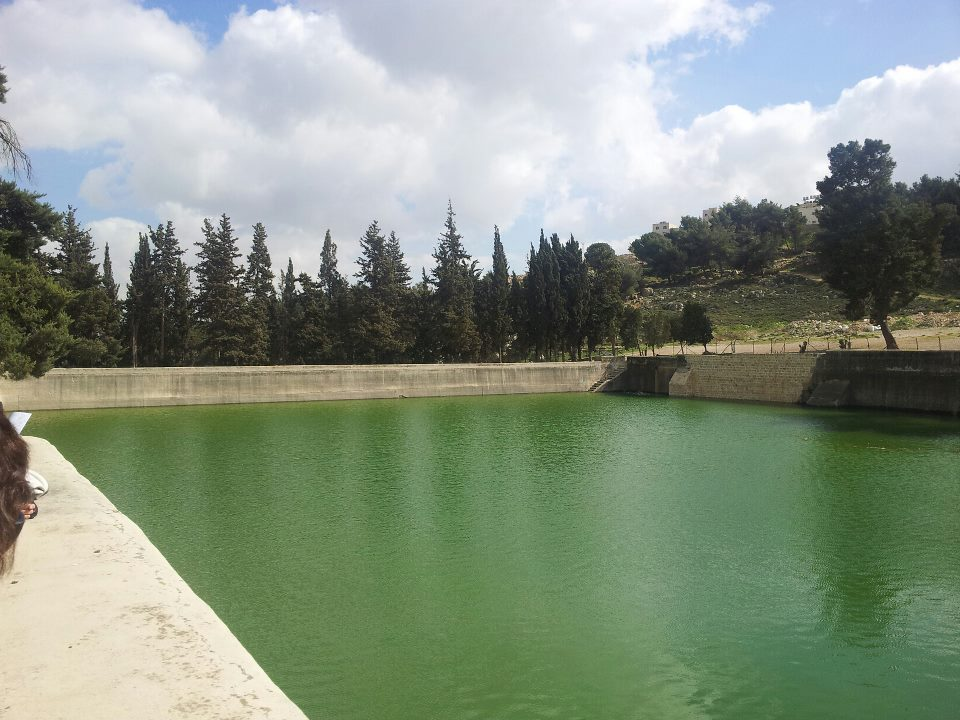
2013

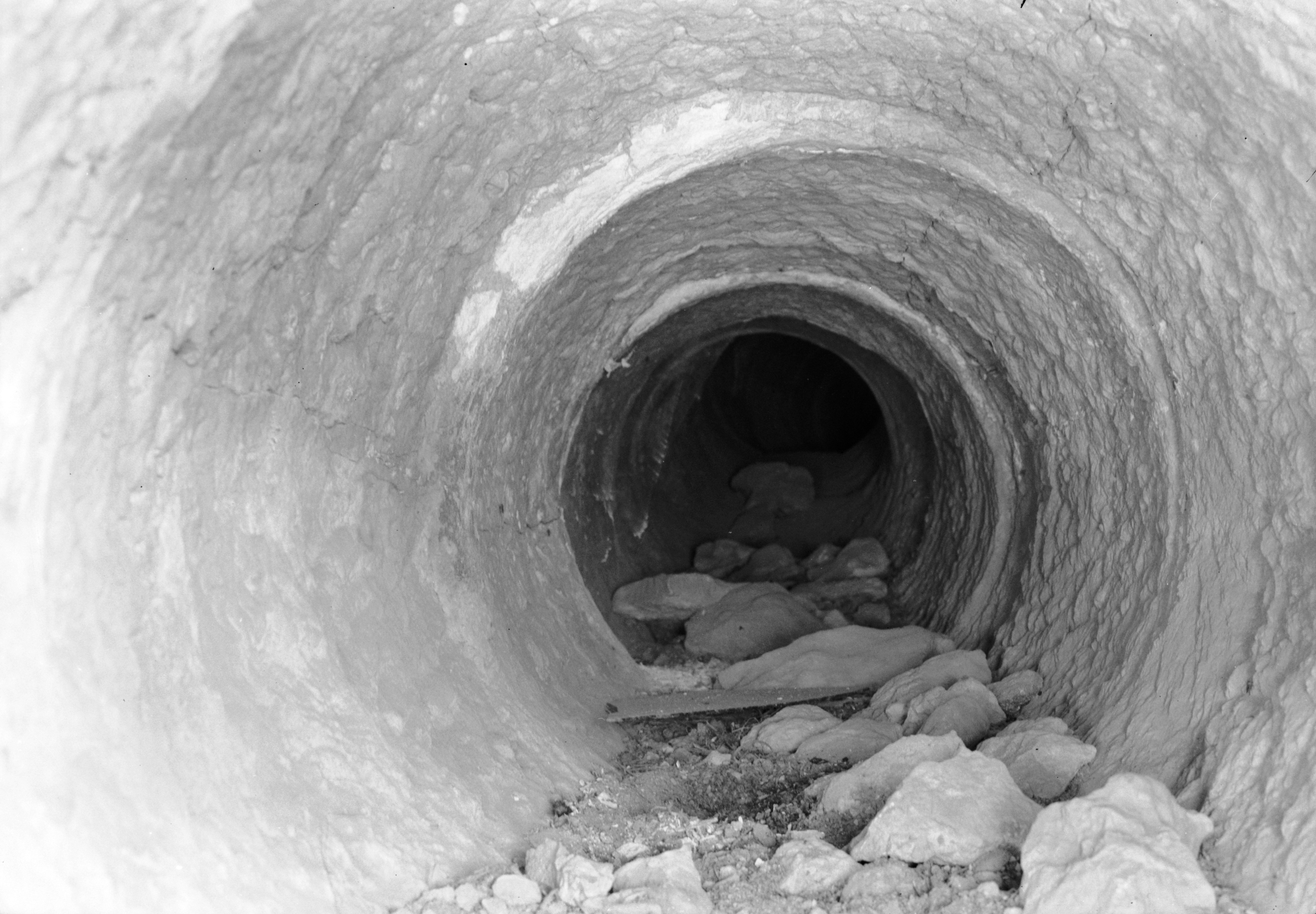
Blick in das römische Aquädukt, das Jerusalem versorgte.

Die Teiche Solomos (arabisch برك سليمان, DMG Birak Sulaimān, hebräisch בריכות שלמה Breichot Shlomo) sind drei alte Wasserreservoirs im Westjordanland. Sie liegen unmittelbar südlich des palästinensischen Dorfes El-Khader, etwa fünf Kilometer südwestlich von Bethlehem an der Straße nach Hebron.

## Beschreibung
Die drei großen Reservoirs liegen in einiger Entfernung von mehreren Metern hintereinander, wobei jeder Teich etwa sechs Meter tiefer liegt. Sie sind in etwa rechteckig. Teilweise sind sie in den Fels gehauen, teilweise gebaut. Sie sind zwischen 118 und 179 Metern lang und 8 bis 16 Meter tief. Ihr Fassungsvermögen beträgt ungefähr 290.000 Kubikmeter.
Die Teiche waren Teil eines komplexen Wasserversorgungssystems, das zwischen 100 v. Chr. und 30 n. Chr. gebaut wurde. Sie wurden von zwei römischen Aquädukten aus mehreren Quellen sowie vom Regenwasser von den umliegenden Hügeln gespeist. Das Wasser wurde dann über zwei weitere Aquädukte verteilt, die von den Teichen aus nordwärts nach Jerusalem führten, und ein weiteres, das nach Osten zur Festung Herodium führte.
Unter dem mittleren Pool befinden sich die Reste einer Pumpstation aus der Britischen Mandatszeit, die das Wasser über eine Pipeline in die Altstadt von Jerusalem brachte. Eine weitere, jüngere Pumpstation unter dem unteren Pool versorgt noch heute die Stadt Bethlehem mit Wasser.

## Name
Die Teiche sind aufgrund eines Satzes im Buch Kohelet nach König Salomo benannt. Dort heißt es: „Ich habe mir Teiche gebaut, um die Wälder zu bewässern.“ (Koh 2,6 ) Flavius Josephus ergänzte die Legende durch die Anmerkung, dass Salomo die Schönheit des wasserreichen „Etham“ liebte (eine der Hauptquellen hier heißt Ein Etam) und die Quellen als Badestellen für seine Frauen ausbaute.
Der Name Teiche Salomos erscheint erstmals im 16. Jahrhundert bei Bonifaz von Ragusa.
Ihr arabischer Name war und ist „Die Teiche“ arabisch البرك, DMG al-Burak.

## Geschichte
Der zunehmende Wasserbedarf des Jerusalemer Tempels und der Pilger während der späteren Zeit des zweiten Tempels führten dazu, ein Leitungsrohr zu schaffen. Es musste in der Lage sein, die relativ hoch gelegene Oberseite des Tempelbergs allein durch die Schwerkraft zu erreichen. In den Hügeln südlich von Jerusalem, die höher als die Stadt und der Tempelberg lagen, gab es eine Reihe von ganzjährigen Quellen, die eine Herausforderung für die damaligen Ingenieure boten. Das entstehende Wassersystem bestand aus zwei Aquädukten, die die Becken füllten und gleichzeitig eine Sammel- und Verteilungsfunktion hatten, sowie von drei weiteren Aquädukten. Zwei davon führten das Wasser nach Jerusalem und ein weiteres zum Herodium. Zusammen waren die fünf Aquädukte rund 80 Kilometer lang.
Jüngste Untersuchungen deuten darauf hin, dass der untere Teich vermutlich während der Hasmonäerzeit zwischen Mitte des zweiten und vierten Jahrhunderts gebaut wurde. Er ist mit dem gleichzeitig entstandenen unteren, niedrigen Aquädukt verbunden, das das Wasser über eine Strecke von 21,5 km zum Tempelberg in Jerusalem leitet.
In der zweiten Phase ließ Herodes der Große von seinen römischen Ingenieuren im Zusammenhang mit dem Bau seines Herodestempels das anspruchsvolle Wadi el-Byiar-Aquädukt erbauen, das den oberen Pool speiste. Das Aquädukt wurde zum Teil als ein Tunnel gebaut, der Wasser von einer Grundwasser führenden Schicht wie bei einem Qanat sammelte, um das Quellwasser und den Oberflächenabfluss zu ergänzen. Wasser aus diesem oberen Teich wurde in die Jerusalemer Oberstadt geleitet, wo Herodes seinen neuen Palast errichten ließ.
In einer dritten Phase baute der römische Präfekt Pontius Pilatus das System weiter aus.
Größere Reparaturen am Wassersystem, das auf Salomos Teichen basiert, wurden im zweiten Jahrhundert durch die Legio X Fretensis, später im Osmanischen Reich und anschließend während der Britischen Mandatszeit durchgeführt. Im Jahr 1902 zum Beispiel wurde zum 60. Geburtstag des osmanischen Sultans Abdul Hamid II. eine neue 16-km-Pipeline nach Jerusalem eingeweiht. Das System hat mit Unterbrechungen zwei Jahrtausende lang Wasser für die Jerusalemer Zisternen geliefert, bis es 1967 stillgelegt wurde. Danach verfiel das Aquädukt. Lediglich Bethlehem bezieht noch Wasser aus den Teichen.